# Hagryphus

Ungefährer Größenvergleich zu einem modernen Menschen

Hagryphus war ein theropoder Dinosaurier aus der Gruppe der Oviraptorosauria aus der Oberkreide Nordamerikas, der lediglich durch eine linke Hand sowie fragmentarische Arm- und Fußknochen bekannt ist. Diese Gattung wurde im Jahr 2005 von Zanno und Sampson mit der bisher einzigen Art Hagryphus giganteus erstbeschrieben. Innerhalb der Oviraptorosauria wird Hagryphus zu den Caenagnathidae gezählt.
Hagryphus gehörte mit einer geschätzten Länge von 3 Metern zu den größten Oviraptorosauria und war 30 bis 40 % größer als Chirostenotes. Von den verwandten Gattungen Elmisaurus und Chirostenotes lässt sich Hagryphus durch Merkmale an den gefundenen Handknochen abgrenzen; so sind der erste und zweite Finger robuster, während der erste Mittelhandknochen sowie das Fingerglied I-1 proportional kürzer war.

## Fund und Namensgebung
Der bislang einzige Fund (Holotyp, Katalognummer UMNH VP 12765) stammt aus dem Grand Staircase-Escalante National Monument aus Utah (USA). Stratigraphisch gehört der Fundort zur Kaiparowits-Formation, die sich durch ihre Dinosaurierfauna auszeichnet; so teilte Hagryphus seinen Lebensraum unter anderem mit Dromaeosauriden, Troodontiden, Parasaurolophus, Gryposaurus und Ornithomimus.
Radiometrische Datierungen zeigen, dass sich die Sedimente des Fundorts vor 76 bis 75 Millionen Jahren ablagerten (spätes Campanium). Der Fund besteht aus einer unvollständigen, sich im anatomischen Verbund befindlichen linken Hand inklusive der Handwurzelknochen (Carpal) und der vollständigen Fingerglieder 1, 2 und 3, wobei beim zweiten Fingerglied die Kralle (Ungual) fehlt. Außerdem sind der distale (untere) Teil der Speiche (Radius) sowie fragmentarische Mittelfuß- und Zehenknochen bekannt. Der Fund wird heute im Utah Museum of Natural History in Salt Lake City aufbewahrt.
Hagryphus giganteus bedeutet so viel wie „gigantischer Greif des Ha“ und leitet sich von dem ägyptischen Wüstengott Ha, dem altgriechischen gryphus („Greif“, ein mythologisches vogelähnliches Mischwesen) und gigas („Gigant“) ab.